# Zsolnay Örökségkezelő Nkft.
A Zsolnay Örökségkezelő Nonprofit Kft. (közhasználatú rövidítése ZSÖK) 2009-ben a Zsolnay Örökség Kezelő Kht. átalakulásával jött létre.

## Előzmények
1999. szeptemberében a Zsolnay Porcelángyár Rt. három különálló céggé vált szét.
1. A Zsolnay Porcelángyár Rt. feladata a tulajdonában lévő épületek bérbeadása, alapanyag- és energiaellátás maradt.
2. A porcelánedény és -díszáru, az eozin és a pirogránit tárgyak a Zsolnay Porcelánmanufaktúra Rt.-ben készültek.
3. A Zsolnay Örökség Kezelő Kht. a gyár területén található műemlékek és műemlék jellegű ingatlanok kezeléséért és felújíttatásáért felelt.

Mindhárom társaság a volt Zsolnay Porcelángyár Rt. telephelyén kezdte meg működését, az ÁPV Rt. tulajdonában.

## Napjainkban
A ZSÖK elsődlegesen az Európa Kulturális Fővárosa projekt révén 2011-ben létrejövő kulturális intézményi struktúrát (Kodály Központ, Zsolnay Kulturális Negyed), illetve a pécsi világörökség helyszíneit kezeli.

### Zsolnay negyed
A Zsolnay Kulturális Negyed a nagyhírű Zsolnay-gyár épületegyüttesben működő kulturális centrum, mely magában foglalja többek között
- Pécsi Galéria
- Gyugyi-gyűjtemény
- Bóbita Bábszínház
- új Ifjúsági Központ
- Zsolnay Család- és Gyártörténeti Múzeum
- PTE művészeti kar
- Janus Egyetemi Színház (JESZ)